# Theodor Jobst von der Recke zu Kurl
Theodor Jobst von der Recke zu Kurl (* 1641; † 1716) war Domherr in Münster, Hildesheim und Paderborn.

## Leben

### Herkunft und Familie
Theodor Jobst von der Reck zu Kurl entstammte als Sohn des Johann Wilhelm von der Recke zu Kurl (Assessor beim Reichskammergericht zu Speyer) und dessen Gemahlin Margaretha von Landsberg zu Erwitte der westfälischen Adelsfamilie von der Recke. Im Laufe der Zeit entwickelten sich viele Familienzweige, aus denen namhafte Persönlichkeiten hervorgegangen sind. Die Linie Recke zu Kurl wurde 1653 in den Reichsfreiherrnstand erhoben. Theodor Jobst hatte vier Schwestern, von denen drei als Stiftsdamen in Fröndenberg tätig waren. Clara Margaretha Eugenia (1662–1713) war mit Bernd Diederich von der Recke verheiratet. Theodors Bruder Johann Wilhelm († 1703) war mit Anna Magdalena Agnes von Wolff-Metternich verheiratet.

### Wirken
Theodor Jobst erhielt 1653 von seinem Onkel, dem Fürstbischof Dietrich Adolf von der Recke eine münstersche Dompräbende, die dieser in seiner Eigenschaft als Turnar erhalten hatte. Am 4. März 1654 fand die Aufschwörung statt. Ebenfalls im Jahre 1654 erhielt Theodor Jobst eine Präbende in Hildesheim. Hier wurde er auch im Jahre 1667 Domküster.
Am 20. Juli 1679 wurden seine Einkünfte unter der Bedingung der Zahlung einer Strafe von 300 Gulden gesperrt. Anlass für die Bestrafung waren unflätige Briefe an den Stadtkommandanten und die Herausforderung zum Duell. 1699 wurde Theodor Jobst vom kaiserlichen Gesandten als ein verwirrter Kopf beschrieben. Theodor war auch Domherr in Paderborn.
Im Jahre 1703 verzichtete er zugunsten des Wilhelm Franz Adolf von Fürstenberg auf die Pfründe.